# Bourg-sous-Châtelet
Bourg-sous-Châtelet è un comune francese di 131 abitanti situato nel dipartimento del Territorio di Belfort nella regione della Borgogna-Franca Contea.

## Società

### Evoluzione demografica
Abitanti censiti